# 에너지 캐털라이저
에너지 캐털라이저(E-Cat, Energy Catalyzer)는 2011년 이탈리아 개발자 안드레아 로씨가 개발했다고 주장하는 상온 핵융합 원자로를 말한다. 볼로냐 대학교 물리학과 명예 교수인 세르지오 포카르디가 이를 지지했다.

## 설명
1995년 3월 29일, 이탈리아 볼로냐 대학교의 세르지오 포카르디 교수가 15ｇ의 니켈과 1ｇ의 수소로 경전구가 3개월 동안 켜지게 할만한 30-40와트의 에너지를 생산했다고 말했다고 전했다. 그러나, 그후 세계 각국의 과학자들은 이들이 실시했다는 방법에 따라 핵융합의 실현을 시도했으나 별다른 성과를 거두지 못했다.
2011년 1월, 세르지오 포카르디와 안드레아 로씨는 이탈리아 볼로냐의 한 발표장에 만원을 이룬 관중 앞에서 자기네 탁상용 장치를 선보였다. 400 W의 전력을 사용하는 이 장치는 위험한 폐기물을 만들지 않고 12,400 W의 전기를 생산했다. 두 사람은, 일반가정의 벽장에 맞을 정도로 작은 자기네 상온 핵융합 원자로가 1센트(10원) 미만의 비용으로 1 kWh의 전기를 생산한다고 청중에게 말했다. 2013년 세르지오 포카르디가 사망했다. 2014년 기준, 전력생산단가는 한국은 kWh당 112.28원으로 미국(100,059원)과 대만(106.64원)과 비슷한 수준이며 일본(209.00원)의 1/2 수준이며 유럽 각국보다 저렴하다.
E-cat 장치에 수소와 니켈 분말을 넣으면 상온 핵융합이 일어나 막대한 에너지가 발생한다고 주장한다. 레비(Levi)와 포시(Foschi)는 휘발유에 비해 비(specific)에너지로는 약 1만 배, 최대 출력 에너지로는 1000배 정도의 에너지가 생산되었다고 주장했다.
미주리 대학교에서 저온 핵융합을 주제로 한 2013년 ICCF 18차 회의에서, 과학자들은 소량의 금속분말과 수소가 만나면 상온 핵융합이 일어나, 위험한 방사능 배출 없이, 화학반응보다 훨씬 많은 에너지가 발생하며, 이산화탄소도 배출되지 않는 미래 청정에너지라는 데 의견을 같이했다.
최근엔 미국, 일본, 이탈리아, 러시아, 중국, 인도, 프랑스, 독일, 이스라엘 등의 전문가 200여명이 니켈과 수소를 이용한 상온핵융합을 연구하고 있다.

## 영향
값이 싸고 흔한 성분으로 에너지를 31배 증가시킬 수 있다는 2011년 세르지오 포카르디와 안드레아 로씨의 보고가 사실일 경우 이는 사상 최대의 과학적 업적 가운데 하나가 될 뿐 아니라, 석유를 에너지 자원의 제왕 자리에서 밀어내게 될 것이다. 중동의 산유국들은 폐업하게 될 것이다.
이론상, 군사적으로는 기존의 디젤 잠수함의 배터리 성능을 31배 증가시킬 수 있다. 현재의 디젤 잠수함 배터리는 매우 용량이 적어서 하루에 3회 수면으로 부상해 디젤 엔진으로 배터리를 재충전을 해줘야 한다. 상온 핵융합 원자로는 디젤 잠수함 내부의 산소를 사용하지 않고, 이산화 탄소를 배출하지 않는다.

## 같이 보기
- 상온 핵융합